# Gigante di Cerne Abbas
Il gigante di Cerne Abbas è una figura scavata sul pendio di una ripida collina e rappresenta un gigantesco uomo nudo. L'opera si trova in Inghilterra, nei pressi del villaggio di Cerne Abbas, a nord di Dorchester, nel Dorset. L'incisione, alta 55 metri e larga 51, si vede meglio dal lato opposto della valle o dall'alto ed è formata da una trincea larga 30 cm, profonda 30 cm, realizzata strappando l'erba e scavando la terra fino al gesso sottostante. Nella mano destra il gigante sorregge una clava lunga 37 metri.

## Storia

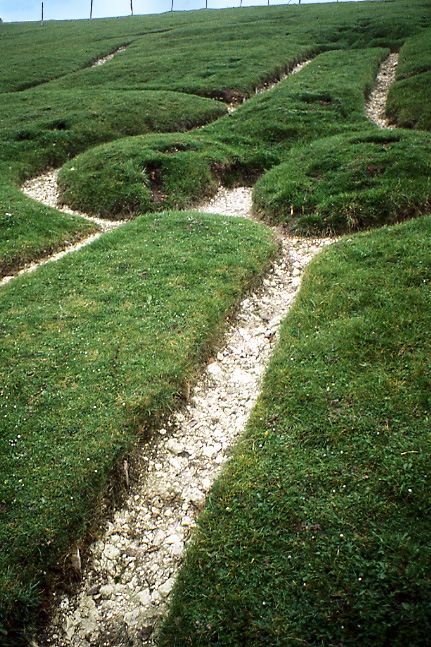
Dettaglio dei genitali e delle gambe

Come per altre figure di gesso scavate nella campagna inglese, anche il gigante di Cerne Abbas è stato considerato spesso una creazione antica. Però, al pari dei precedenti, la sua storia non può essere ricostruita oltre la fine del XVII secolo, rendendo difficile far risalire la sua origine all'età del Bronzo, all'epoca romana o persino all'alto medioevo. Al di sopra e a destra della testa del gigante c'è un earthwork (tracce in rilievo sul suolo dovute alla presenza di resti archeologici nel sottosuolo), conosciuto come "the Trendle", o "the Frying Pan" (la padella). Scritti medievali fanno riferimento a quest'area con il toponimo "Trendle Hill", ma non attestano la presenza del gigante, portando alla conclusione che probabilmente esso sia stato scavato circa 400 anni fa. Diversamente, il Cavallo Bianco di Uffington — una figura certamente preistorica, anch'essa scavata su collina, presso Berkshire Downs — fu notata e registrata da autori medioevali.
Il primo riferimento scritto al gigante risale al 1694, in una registrazione di pagamento nei conti dell'amministratore della parrocchia di Cerne Abbas (tre scellini per riscavare il gigante). Il primo studio del gigante fu pubblicato sul Gentleman's Magazine nel 1764, e nel 1774 John Hutchins scrisse nel suo libro The History and Antiquities of the County of Dorset che la scultura era stata realizzata solo il secolo precedente.
Alcuni pensano che il gigante sia stato realizzato durante la Guerra civile inglese dai servi del Lord del maniero Denzil Holles, primo Barone Holles, come parodia di Oliver Cromwell. A volte Cromwell veniva chiamato dai suoi nemici, per beffa, "Ercole dell'Inghilterra". La connessione con Ercole è rafforzata dalla recente scoperta di una linea cancellata, forse rappresentante una pelle di animale (vedi foto sotto). Il primo a suggerire che la figura rappresentasse Ercole fu William Stukeley nel 1764.

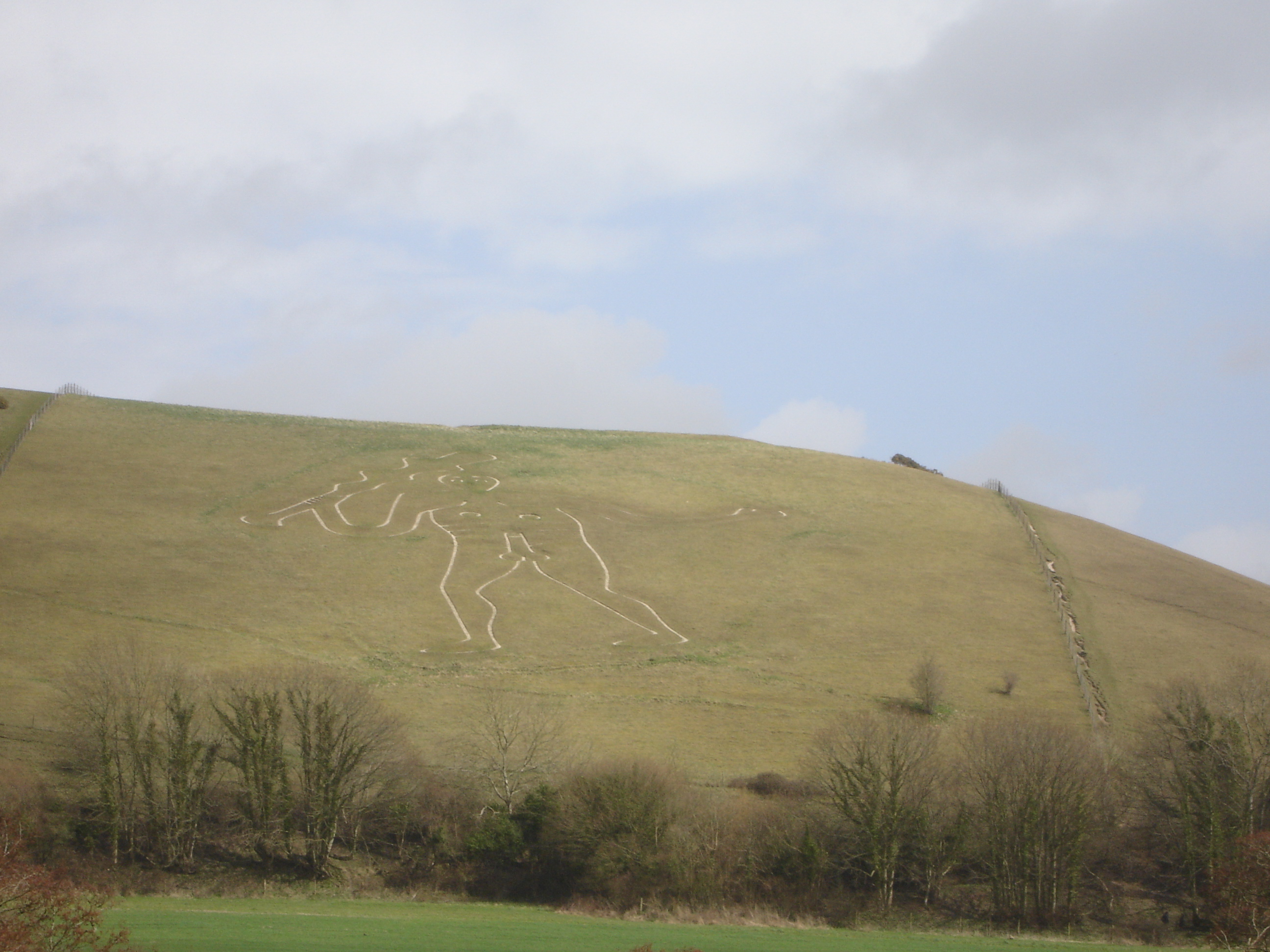
Il gigante di Cerne Abbas visto da lontano

Secondo il folclore locale, un gigante danese che stava guidando un'invasione della costa fu decapitato dalla gente di Cerne Abbas mentre dormiva sul pendio della collina. La linea di gesso rappresenta il punto dove si trovava il suo corpo.
Fonti del XIX secolo descrivono il gigante come avente "tra le gambe tre rozze lettere, appena leggibili, e su di esse, in cifre moderne, 748" ("rozze" nel senso di "incise sommariamente") ed era la rappresentazione di Cenric, il figlio di Cuthred, Re del Wessex.
Nel 1920 il gigante e l'area di 4.000 m² su cui si trova furono acquistati dal National Trust e inserito nella lista di "Scheduled Monument" (monumenti di importanza nazionale). Durante la Seconda guerra mondiale il gigante fu nascosto per impedire che fosse usato come punto di riferimento per gli aerei nemici.
Secondo il National Trust, l'erba viene tagliata regolarmente e la linea di gesso ricostituita ogni 25 anni. Per tradizione, il National Trust fa ricorso alle pecore delle fattorie circostanti che brucano l'erba sul sito. Però nel 2008 la mancanza di pecore, insieme a una primavera umida che ha causato un'eccezionale crescita della vegetazione, ha reso necessario ricostituire il gesso del gigante, con 17 tonnellate di nuovo gesso, versato e pressato a mano.

Rappresentazione del gigante con la linea cancellata (in giallo) ricostruita

## Aspetto
Esempio di simbolo fallico per via del pene eretto e dei testicoli in evidenza sulla figura, per centinaia di anni ci fu l'uso locale di erigere un albero della cuccagna sull'earthwork, intorno al quale le coppie che non avevano figli eseguivano una danza come rito di fertilità; anche oggi si sa di coppie senza prole che visitano il sito con la speranza che ciò faciliti il concepimento.
Nel 2008 un gruppo di archeologi, usando degli strumenti particolari, ha scoperto che parte della scultura è stata volutamente cancellata. Secondo queste scoperte, il braccio libero avrebbe dovuto sorreggere la rappresentazione della pelle di un animale, rendendo plausibile la teoria secondo cui il gigante rappresenta un cacciatore, oppure Ercole con la pelle del Leone di Nemea sul braccio. È stato anche suggerito che in realtà l'erezione sia il risultato della fusione di un cerchio rappresentante l'ombelico e un pene più piccolo, risalente a un riscavo in epoca vittoriana.

## Campagne pubblicitarie
In anni recenti il gigante è stato usato per varie campagne pubblicitarie, per oggetti molto diversi tra loro quali preservativi, jeans e biciclette. Un esempio moderato è stata la campagna pubblicitaria della birra Heineken nel 1983. Come campagna pubblicitaria per l'uscita del film dei Simpson il 16 luglio 2007, un gigantesco Homer Simpson che brandisce una ciambella è stato tracciato con vernice biodegradabile a base d'acqua a sinistra del gigante di Cerne Abbas. Ciò sollevò le proteste dei neopagani locali, che promisero di eseguire una danza della pioggia affinché il disegno venisse cancellato. In seguito la Pagan Federation ha smentito una falsa citazione di un non ben identificato tabloid relativa alla presunta danza della pioggia, mentre allo stesso tempo ha confermato che non avrebbero potuto soprassedere a un tale uso commerciale del gigante.
Nell'agosto del 2007 un articolo del quotidiano Dorset Echo riportava di un uomo, che sosteneva di essere il "Purple Phantom", il quale aveva dipinto di viola il pene del gigante di Cerne Abbas. Nell'articolo si affermava che l'uomo appartenesse all'associazione Fathers 4 Justice, la quale tuttavia smentì il dato, negando di conoscere quella persona.